# Kristineholm, Helgona

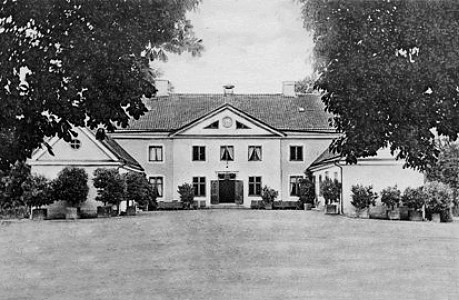
Kristineholms herrgård, 1900-tal.

Kristineholm är en herrgård i Helgona socken utanför Nyköping. 
Kristineholm har bildats av två gårdar, Varf och Holmen, som 1546 ägdes av Hans Klasson Bielkenstierna. Hans måg riksrådet Göran Stiernsköld skall ha byggt säteriet och uppkallat det efter sin hustru. Godset ägdes sedan inom släkterna Silfverhielm och Creutz. Det såldes 1742 till greve Gustaf Bonde på Vibyholm. Han sålde det 1752 till den berömde bokkännaren Carl Gustaf Warmholtz, som hade sitt bibliotek där. Det tillhörde sedan mågen P. Schönström. 
Därefter kom det genom köp till kammarherren friherre Louis De Geer (död 1830) och därefter dennes måg, överstelöjtnanten greve Gustav Wachtmeister. Ägare i dagsläget är Johan Wachtmeister.